# 陳其柱
陳其柱（？—？），號玄素，南直隶苏州府昆山縣人。

## 生平
幼就童子试，为邑令樊玉衝器赏。万历三十七年（1609年）己酉科应天乡试举人，四十一年（1613年）癸丑科進士，授浙江慈溪知县，俗故健讼，每以温言解之。邑多豪绅，以礼屈服。府差必由县票方准入乡，否则绳以法。六年再举卓异，入为兵部主事，去日万民哭送，车不得前后，祀之名宦。天启六年丙寅（1626年），迁武选司郎中。时魏忠贤弟侄冒滥勲荫，其党尚书王永光主之，辄下司拟行，其柱执会典抗不应，会昌平镇兵譁，围困饷司，出其柱为昌平道，刻期趣行。其柱单骑抵任，擒渠魁而宽其胁从，变遂定。地近居庸，为筑城堡，绥降卒，边境得靖。七年丁卯，大吏建祠媚璫，率属罗拜，其柱独称疾不往，阉党御史倪文焕为其柱同年生，承忠贤指饵之慑之，不为动。未几，璫败，督理陵工，事峻，迁山西参政，与督臣阎鸣泰议不合，拂衣归里。数载杜门却扫，邑令叶培恕慕其名，徽商構讼，欲得其柱缓颊，其人以千金至，其柱坚拒之，令惭谢，抚臣荐起，已病卒。
马鞍山西南麓文笔山居，举人沈大化创建，后归王氏，崇祯时属陈其柱。
墓在東河村黄泾。

## 家族
曾祖陳汝翱，庠生。祖父陳時，經魁。父陳廷經，庠生。